# Muscisaxicola
Muscisaxicola és un gènere d'ocells de la família dels tirànids (Tyrannidae). Agrupa espècies originàries d'Amèrica del Sud, on es distribueixen des de l'est de la serralada dels Andes al centre de Colòmbia, principalment al llarg de la serralada fins a l'extrem sud (Terra del Foc) de l'Argentina i Xile, amb una espècie migrant des del sud fins a les costes de l'Uruguai i extrem sud del Brasil.

## Descripció i hàbitat
Les espècies d'aquest gènere són tirànids esvelts, amb una espècie més petita (M. maculirostris, mesurant al voltant de 14 cm de longitud) i la resta de mida mitjana, mesurant entre 16,5 i 21,5 cm de longitud. El bec és prim i fosc, llargues ales punxegudes i potes llargues. Són bàsicament grisos o marró-grisencs, més blanquinoses per baix, amb algun color o patró al cap. Llevat d'una altra indicació, les ales són marrons o brunes i la cua negra amb les vores externes de les rectrius externes blanquinoses.
L'hàbitat principal són les pastures obertes de puna o páramo als Andes, algunes espècies prefereixen la proximitat d'aigua o parets rocoses; algunes que nidifiquen a les regions del sud són migratòries. Sovint són força desconfiades i s'alimenten al terra corrent i furgant, algunes vegades fan vols curts per caçar insectes. Obren i tanquen la cua amb freqüència. El vol és curt i directe. Els mascles s'exhibeixen fent vol oscil·lant, aturant-se i caient una mica, després recuperant-se, la seqüència pot ser repetida moltes vegades. En general, aquestes espècies són força callades.

## Taxonomia
Un estudi de l'ADN mitocondrial de Chesser (2000) ha demostrat que les espècies menors (la llavors anomenada M. fluviatilis (el tirà terrestre petit, una espècie amazònica) i M. maculirostris eren divergents de la resta d'aquest gènere, mentre que les altres espècies que el constitueixen formen un grup monofilètic, dividit en dos: M. albifrons, M. flavinucha, i M. rufivertex, que nidifiquen principalment als Andes centrals; i l'altre format per M. maclovianus, M. albilora, M. alpinus, M. capistratus, i M. frontalis, que nidifiquen principalment als Andes meridionals, consistent amb la seqüència linear tradicional.
Els estudis genètics recents de Chesser et al. (2020) van verificar que l'espècie M. fluviatilis estava més aviat relacionada amb Satrapa icterophrys que amb les altres espècies de Muscisaxicola, confirmant les divergències abans trobades. Els autors van proposar un nou gènere Syrtidicola exclusiu per a l'espècie. El nou gènere va ser reconegut pel Comitè de Classificació de Sud-amèrica (SACC) en la Proposta No 885 de setembre de 2020.
La subespècie Muscisaxicola rufivertex occipitalis distribuïda del centre nord del Perú al nord-oest de Bolívia, és considerada com a espècie separada de M. rufivertex pel Manual dels Ocells del Món (HBW) i Birdlife International (BLI) amb base en diferències morfològiques.
Els amplis estudis geneticomoleculars realitzats per Tello et al. (2009) van descobrir una quantitat de relacions noves dins de la família Tyrannidae que encara no estan reflectides en la majoria de les classificacions. Seguint aquests estudis, Ohlson et al. (2013) van proposar dividir Tyrannidae en cinc famílies. Segons l'ordenament proposat, Muscisaxicola roman a Tyrannidae, en una subfamília Fluvicolinae (Swainson, 1832-33), en una nova tribu Xolmiini (Fitzpatrick, 2004) al costat de Lessonia, Hymenops, Knipolegus, Satrapa, Xolmis, Cnemarchus, Agriornis, Neoxolmis i Myiotheretes.
Segons la Classificació del Congrés Ornitològic Internacional (versió 15.1, 2025) aquest gènere està format per 12 espècies:
- Muscisaxicola maculirostris - tirà terrestre becpintat.
- Muscisaxicola albifrons - tirà terrestre frontblanc.
- Muscisaxicola flavinucha - tirà terrestre de coroneta groga.
- Muscisaxicola alpinus - tirà terrestre cellut.
- Muscisaxicola griseus - tirà terrestre de Taczanowski.
- Muscisaxicola cinereus - tirà terrestre cendrós.
- Muscisaxicola rufivertex - tirà terrestre de coroneta rogenca.
- Muscisaxicola maclovianus - tirà carafosc.
- Muscisaxicola albilora - tirà terrestre cellablanc.
- Muscisaxicola capistratus - tirà terrestre de ventre canyella.
- Muscisaxicola juninensis - tirà terrestre de la puna.
- Muscisaxicola frontalis - tirà terrestre frontnegre.